# Monacia-d'Aullène
Monacia-d'Aullène (en cors Munacia d'Auddè) és un municipi francès, situat a la regió de Còrsega, al departament de Còrsega del Sud. L'any 1999 tenia 396 habitants.

## Demografia
| 1962 | 1968 | 1975 | 1982 | 1990 | 1999 |
| ---- | ---- | ---- | ---- | ---- | ---- |
| 308  | 325  | 353  | 421  | 412  | 396  |

## Administració
| Període   | Identitat           | Partit | Qualitat |
| --------- | ------------------- | ------ | -------- |
| 1953-1983 | Jean Tafani         |        |          |
| 1983-2006 | Michel Benedetti    |        |          |
| 2006-     | Marc Eugène Luciani |        |          |